# Just a Little More Love
A Just a Little More Love David Guetta francia zenei producer és house–DJ első stúdióalbuma. 2002-ben jelent meg. A 13. 'Lately'-n kívül a lemez összes száma 3 perc feletti időtartamú.

## Dallista
1. Just a Little More Love [3:20]
2. Love Don't Let Me Go [3:36] (Közreműködik Chris Willis)
3. Give Me Something [5:44] (Közreműködik Barbara Tucker)
4. You [3:23] (Közreműködik Chris Willis)
5. Can't You Feel the Change [4:53] (Közreműködik Chris Willis)
6. It's Allright [3:49] (Közreműködik Barbara Tucker)
7. People Come, People Go [3:19] (Közreműködik Chris Willis)
8. Sexy 17 [3:27] (Közreműködik Juan Rozof)
9. Atomic Food  [3:09] (Közreműködik Chris Willis)
10. 133 [3:41]
11. Distortion [3:11] (Közreműködik Chris Willis)
12. You Are the Music [5:58] (Közreműködik Chris Willis)
13. Lately [1:40]

## Külső hivatkozások
- David Guetta hivatalos oldala